# Guachinango (kommun)
Guachinango är en kommun i Mexiko.   Den ligger i delstaten Jalisco, i den centrala delen av landet, 600 km väster om huvudstaden Mexico City. Antalet invånare är 4 138.
Följande samhällen finns i Guachinango:
- Guachinango
- Amajaquillo
- Llano Grande
- Estanzuela